# 卡斯塔涅达
卡斯塔涅达，是西班牙坎塔布里亚的一个市镇。总面积20平方公里，总人口1549人（2001年），人口密度77人/平方公里。